# Senatori della XXII legislatura del Regno d'Italia
Elenco dei senatori della XXII legislatura del Regno d'Italia nominati dal re Vittorio Emanuele III divisi per anno di nomina.

## 1905
- Angelo Annaratone
- Carlo Aventi
- Federico Bettoni
- Roberto Biscaretti di Ruffia
- Giovanni Cadolini
- Clemente Caldesi
- Alberto Cerruti
- Luigi Chinaglia
- Antonio Civelli
- Luigi Contarini
- Enrico D'Ovidio
- Francesco D'Ovidio
- Malachia De Cristoforis
- Adriano De Cupis
- Giacomo De Martino
- Luchino Del Mayno
- Guido Orazio Di Carpegna Falconieri
- Antonino Paternò Castello di San Giuliano
- Giuseppe Di Terranova Pignatelli
- Luigi Fecia di Cossato
- Emanuele Fergola
- Giovanni Ferro Luzzi
- Camillo Garroni Carbonara
- Michele Grassi Pasini
- Pietro Grocco
- Carlo Guala
- Paolo Lioy
- Luigi Majnoni d'Intignano
- Paolano Manassei
- Luigi Mangiagalli
- Cesare Mangili
- Enrico Martuscelli
- Giorgio Masi
- Paolo Menafoglio
- Luigi Morandi
- Luigi Orsini
- Antonio Pacinotti
- Alberto Pansa
- Guglielmo Ugo Petrella
- Fabrizio Plutino
- Leopoldo Pullè
- Carlo Alberto Quigini Puliga
- Giacomo Racioppi
- Nicola Ricciuti
- Augusto Righi
- Cesare Sanguinetti
- Felice Sismondo
- Lorenzo Tiepolo
- Oreste Tommasini
- Vito Volterra
- Bonaventura Zumbini

## 1906
- Pirro Aporti
- Emilio Bacci
- Ferdinando Bocconi
- Emilio Brusa
- Emilio Conti
- Enrico Cruciani Alibrandi
- Isidoro Del Lungo
- Girolamo Di Martino
- Antonino Fiocca
- Giovanni Martinelli
- Romualdo Palberti
- Giovanni Rossi
- Giuseppe Ettore Viganò

## 1907
- Ernesto Di Broglio

## 1908
- Cesare Alaggia
- Giacomo Barzellotti
- Giuseppe Luigi Beneventano
- Paolo Emilio Bensa
- Francesco Bruno
- Antonio Carle
- Giampietro Chironi
- Guardino Colleoni
- Alberto Dallolio
- Enrico De Seta
- Luigi Dentice di Frasso
- Adolfo Engel
- Carlo Ferrari
- Pio Foà
- Bortolo Foratti
- Tommaso Gessi
- Giovanni Battista Grassi
- Enrico Gualterio
- Mario Lamberti
- Giuseppe Lazzaro
- Giacomo Levi-Civita
- Vincenzo Edoardo Lojodice
- Luigi Lucchini
- Obizzo Malaspina di Carbonara
- Ernesto Martinez
- Francesco Mele
- Filippo Giacomo Novaro
- Giovanni Paladino
- Francesco Penserini
- Carlo Leone Reynaudi
- Cesare Salvarezza
- Giovanni Tabacchi
- Rinaldo Tornielli di Borgo Lavezzaro
- Mauro Turrisi